# Iwan Andrejewitsch Kusnezow
Iwan Andrejewitsch Kusnezow (russisch Иван Андреевич Кузнецов; bei der FIS nach englischer Transkription Ivan Kuznetsov; * 8. Juni 1996 in Petropawlowsk-Kamtschatski) ist ein russischer Skirennläufer. Seine Stärken liegen in den Disziplinen Riesenslalom und Super-G. Der mehrfache russische Meister nahm 2018 an den Olympischen Winterspielen in Pyeongchang teil.

## Biografie
Iwan Kusnezow bestritt im Alter von 15 Jahren in Kirowgrad seine ersten FIS-Rennen. Die folgenden Winter startete er fast ausschließlich auf FIS-Ebene, ehe er im Februar 2014 in Jasná erstmals an Juniorenweltmeisterschaften teilnahm. Dort erreichte er die Ränge 41 und 50 in Abfahrt und Riesenslalom. Nach einzelnen Auftritten in Europacup und Nor-Am Cup gewann er bei den russischen Meisterschaften 2015 seine ersten beiden Medaillen. Bei den Juniorenweltmeisterschaften 2015 in Hafjell belegte er die Ränge 33 und 56 in Abfahrt und Super-G. Ende der Saison gab er in Juschno-Sachalinsk sein Debüt im Far East Cup. Ein Jahr später gewann er in Terskol seinen ersten nationalen Meistertitel in der Abfahrt. Bei seiner Heim-Juniorenweltmeisterschaften 2016 in Sotschi lag er als Fünfter im Super-G nur knapp hinter den Medaillenrängen. Danach feierte er im Super-G von Baikalsk seinen ersten Far-East-Sieg und gehörte in der Folge zu den erfolgreichsten Athleten der Rennserie.
Im Februar 2017 nahm Kusnezow an den Weltmeisterschaften in St. Moritz teil und belegte die Ränge 33 und 34 in Kombination und Abfahrt. Mit der Mannschaft wurde er Neunter. Sein Weltcup-Debüt gab er am 26. November 2017 im Super-G von Lake Louise. Bei den Olympischen Spielen von Pyeongchang startete er in beiden technischen Disziplinen, schied aber jeweils im ersten Durchgang aus. Sein vorläufig bestes Resultat bei einem Großereignis gelang ihm im Februar 2019 bei den Weltmeisterschaften in Åre als 28. in der Kombination. Einen Monat später kürte er sich im Riesenslalom in Krasnojarsk zum Universiade-Sieger. Nach weiteren Erfolgen im Far East Cup gewann Kusnezow im Januar 2021 mit Platz 24 im Riesenslalom am Chuenisbärgli seine ersten Weltcup-Punkte.

## Erfolge

### Olympische Spiele
- Pyeongchang 2018: 9. Mannschaftswettbewerb
- Peking 2022: 11. Mannschaftswettbewerb

### Weltmeisterschaften
- St. Moritz 2017: 9. Mannschaftswettbewerb, 33. Kombination, 34. Abfahrt
- Åre 2019: 9. Mannschaftswettbewerb, 28. Kombination, 31. Super-G
- Cortina d’Ampezzo 2021: 10. Mannschaftswettbewerb, 13. Parallel

### Weltcup
- 1 Platzierung unter den besten 20

### Weltcupwertungen
| Saison  | Gesamt | Gesamt | Riesenslalom | Riesenslalom |
| Saison  | Platz  | Punkte | Platz        | Punkte       |
| ------- | ------ | ------ | ------------ | ------------ |
| 2020/21 | 110.   | 26     | 35.          | 26           |
| 2021/22 | 145.   | 6      | 53.          | 6            |

### Far East Cup
- Saison 2015/16: 2. Super-G-Wertung
- Saison 2016/17: 10. Super-G-Wertung
- Saison 2017/18: 3. Super-G-Wertung
- Saison 2018/19: 1. Super-G-Wertung, 1. Kombinationswertung
- Saison 2019/20: 3. Gesamtwertung, 1. Riesenslalomwertung
- 8 Podestplätze, davon 5 Siege:

| Datum            | Ort                | Land     | Disziplin    |
| ---------------- | ------------------ | -------- | ------------ |
| 15. März 2016    | Baikalsk           | Russland | Super-G      |
| 20. März 2019    | Juschno-Sachalinsk | Russland | Super-G      |
| 21. März 2019    | Juschno-Sachalinsk | Russland | Kombination  |
| 6. Februar 2020  | Yongpyong Resort   | Südkorea | Riesenslalom |
| 12. Februar 2020 | Bears Town         | Südkorea | Riesenslalom |

### Juniorenweltmeisterschaften
- Jasná 2014: 41. Abfahrt, 50. Riesenslalom
- Hafjell 2015: 56. Super-G
- Sotschi 2016: 5. Super-G, 19. Abfahrt
- Åre 2017: 16. Kombination, 18. Super-G, 25. Abfahrt

### Weitere Erfolge
- 3 russische Meistertitel (Abfahrt 2016, Super-G 2018 und 2019)
- Gold bei der Winter-Universiade im Riesenslalom 2019
- 1 Podestplatz im South American Cup
- 4 Siege in FIS-Rennen